# 川岸銀次
川岸 銀次（かわぎし ぎんじ、1987年6月9日 - ）は、日本の俳優である。静岡県掛川市出身。身長173センチメートル。イー・コンセプト所属。以前はミニヨンに所属していた。所属劇団は劇団バルスキッチン。

## 人物
趣味は音楽鑑賞、空を見ること。特技はサッカー、球技全般、ベース。
第16回ジュノン・スーパーボーイ・コンテスト ファイナリスト。
2017年に劇団バルスキッチン結成に参加し所属する。

## 出演

### テレビ
- 19borders（2004年10月 - 2005年、BS日テレ他） - 茅野博史 役
- WATER BOYS 2005夏（2005年8月19日・20日、フジテレビ） - 大城 役
- ロケットボーイズ（2006年1月9日 - 3月27日、テレビ東京） - 大崎良夫（ゴタンダ） 役
- 土曜ワイド劇場 家賃ハンター真鍋倫子の事件簿〜敏腕回収人は見た!デリヘル嬢の涙と連続殺人!都会の闇に消えた滞納者の謎!!（2006年5月20日、テレビ朝日）
- おとなの眼鏡（第7回 - 第10回）クリスマス（2006年12月1日 - 22日、テレビ東京） - 山崎裕太 役
- 天使の梯子（2006年10月22日、テレビ朝日） - 古幡慎一の元同級生 役
- ぼくだけの☆アイドル （2007年1月1日、テレビ東京）
- ここはグリーン・ウッド 〜青春男子寮日誌〜（2008年7月 - 9月、TOKYO MX他） - 岩下 役
- 未来世紀シェイクスピア 第4話（2008年11月17日、関西テレビ）
- 美咲ナンバーワン!!（2011年1月 - 3月、日本テレビ） - 加島銀次 役
- 24時間テレビスペシャルドラマ 生きてるだけでなんくるないさ（2011年8月20日、日本テレビ）

### 映画
- ランディーズ（2009年11月14日公開） - 篠原 役

### ネット映画
- バンク！バンク！バンク！〜少年銀行強盗団〜

### 舞台
- 奴ら〜海よ、オレの母よ〜（銀座エアースタジオ） - 主演
- 闇の門（銀座エアースタジオ） - 主演
- SAKURA（銀座エアースタジオ） - 主演
- GO JET, GO! GO! （2008年4月10日 - 14日） - ジェット 役
- オサエロ（全労済ホール／スペース・ゼロ）
- Paradise （2008年12月25日 - 28日、THEATER/TOPS）
- 幕末太陽伝 （2009年1月29日 - 2月1日、吉祥寺シアター）
- 戦国シェイクスピア BASARA〜謀略の城〜 （2009年3月6日 - 15日、俳優座劇場） - 細川氏康 役
- 流れる雲よ （2009年9月）
- 聖この夜 （2009年12月13日） ※朗読劇
- ファイナルアンサー!?2009 （2009年12月17日 - 23日）

#### 劇団バルスキッチン
共催など含む。
- 旗揚げ公演『青春フルスロットル』（2017年11月29日 - 12月3日、シアターブラッツ） - 主演：小林明 役[2]
- 第2回公演『どぎまぎメモリアル』（2018年4月4日 - 8日、シアターブラッツ）[3]
- 第3回公演『情熱リザレクション』（2018年7月4日 - 8日、シアターブラッツ）[4]
- 『舞台「NORN9 ノルン+ノネット」』（2018年10月17日 - 21日、草月ホール）[5]
- 第6回公演『歌舞伎町ビターナイト』（2019年1月16日 - 20日、バルスタジオ）[6]
- 第7回公演『どぎまぎメモリアル』（2019年3月27日 - 31日、バルスタジオ） - 主演：野原拓郎 役[7]
- 第8回公演『迷宮ディテクティブ』（2019年5月22日 - 26日、バルスタジオ）[8]
- 第10回公演『歌舞伎町シュガーナイト』（2019年11月20日 - 24日、バルスタジオ）[9]
- 第11回公演『どぎまぎメモリアル』（2020年3月4日 - 8日、バルスタジオ）[10]
- 第12回公演『ぬいぐるみスピリット』（2020年5月20日 - 24日[注釈 1] 2021年2月17日 - 21日、バルスタジオ）[11]
- 第13回公演『どぎまぎメモリアル』（2021年4月21日 - 25日、バルスタジオ） - 主演：野原拓郎 役[12]
- 第15回公演『商店街グランドリオン』（2020年7月29日 - 8月2日[注釈 1] 2021年7月21日 - 25日、シアターグリーン BIG TREE THEATER）[13]
- 第16回公演『歌舞伎町ビターナイト』（2021年9月29日 - 10月3日、バルスタジオ）[14]
- 第17回公演『歌舞伎町シュガーナイト』（2021年12月1日 - 5日、バルスタジオ）[15]
- 第19回公演『どん底ボトムアウト』（2022年1月12日 - 16日[注釈 1] 2022年5月4日 - 8日、バルスタジオ）[16]
- 第20回公演『親父のテイスティー』（2022年7月13日 - 18日、バルスタジオ）[17]
- 第23回公演『産声フォーユー』（2023年2月22日 - 26日、バルスタジオ）[18]
- 第26回公演『夢ぼくろファンタジア』（2023年6月21日 - 25日、バルスタジオ）[19]
- 第28回公演『高飛車モンスター』（2023年8月9日 - 13日、バルスタジオ）[20]
- 第29回公演『歌舞伎町ビターナイト』（2023年10月4日 - 9日、バルスタジオ）[21]
- 第30回公演『歌舞伎町シュガーナイト』（2023年11月1日 - 5日、バルスタジオ）[22]
- 『舞台「志立彩色学園アイドル科」』（2024年2月7日 - 12日、バルスタジオ）[23]
- 第34回公演『強くてコンティニュー』（2024年4月24日 - 28日、シアターグリーン BIG TREE THEATER）[24]
- 第41回公演『夢ぼくろファンタジア』（2025年6月4日 - 8日、バルスタジオ）[25]